# Мулен Руж (фильм, 1952)
«Мулен Руж» (англ. Moulin Rouge) — музыкальный фильм режиссёра Джона Хьюстона по собственному сценарию, основанному на одноимённом романе Пьера Ла Мюра (1950), посвящённому биографии художника Анри де Тулуз-Лотрека. Фильм производства John Woolf and James Woolf of Romulus Films был выпущен киностудией United Artists. Оператор — Освальд Моррис, композитор — Жорж Орик, художники-постановщики и создатели костюмов — Марсель Верте и Пол Шерифф, получившие за эту работу премию «Оскар», а также модельер Эльза Скиапарелли.
В фильме снимались Хосе Феррер (Тулуз-Лотрек и его отец, граф Альфонс де Тулуз-Лотрек), Жа Жа Габор (Жанна Авриль), Катрин Кат (Ла Гулю), а также Сюзанн Флон, Эрик Полманн, Колетт Маршан, Кристофер Ли, Майкл Бэлфур, Питер Кашинг, Теодор Бикель и Мюриэль Смит.

## Сюжет
1890 год, Париж. Толпа вечерами наполняет кабаре Мулен Руж, молодой художник Анри де Тулуз-Лотрек сидит за столиком и пьёт коньяк, рисуя эскизы танцовщиц на скатертях. Владелец заведения предлагает Тулуз-Лотреку месяц бесплатной выпивки, если тот нарисует ему афишу. По пути к своей квартире в Монмарте, Тулуз-Лотрек вспоминает события приведшие к его уродству: счастливое детство рушится, когда он падает с лестницы и ломает себе ноги, которые впоследствии срастаются неправильно. Попытки исправить это оказываются неудачными, так как его родители являются двоюродными братом и сестрой и это вызывает генетические осложнения. Его ноги перестают расти и причиняют Лотреку боль, а его отец сообщает своей жене, что у них не будет больше детей, чтобы не повторилось то, что случилось с их сыном. В юношестве Лотрек делает предложение молодой женщине, которую он любил, но та отказывается и говорит, что ни одна женщина его не полюбит и Анри покидает родной дом в отчаянии и отправляется в Париж, чтобы начать новую жизнь там, в качестве художника.
Вернувшись из воспоминаний, Лотрек встречает молодую женщину, Мари Шарле, которая умоляет его спасти от сержанта полиции Пато. Анри отпугивает полицейского притворившись её спутником, после чего она настаивает, чтобы с ним пройтись, для безопасности. Они приходят домой, и там продолжают общение, Анри позволяет ей остаться. Анри рисует её и даёт ей деньги на платье, а она обещает вернуться ночевать. Анри ждёт её возвращения, но она не приходит. Мари появляется с утра, а Анри говорит ей немедленно удалиться. Понимая, что он любит её, она клянется остаться и любить его, и он позволяет ей остаться. Однажды, во время ужина, она говорит, что никогда не сможет стать настоящей женщиной и уходит. Утром, она просит его взять её обратно, но он отказывается. Он начинает пить и не останавливается, пока его хозяйка обращается к его матери, которая призывает сохранить его здоровье и найти Мари.
Он ищет её в рабочем районе и наконец узнаёт, что она проводит время в одном кафе, где пьяная рассказывает, что оставалась с ним только из-за денег для своего жениха. Когда она говорит, что её тошнило от его прикосновений, он уходит домой и открывает газ в светильниках. Когда он сидит в ожидании смерти, к нему внезапно приходит вдохновение и он заканчивает свою афишу Мулен Руж, и закрывает газ в светильниках. На следующий день он приносит афишу в Мулен Руж и показывает её владельцу заведения, тот говорит, что стиль необычный, но он согласен. Анри проводит несколько дней в печатной мастерской, где был занят смешиванием чернил для афиши. Расклеенные плакаты становятся сенсацией, они вызывают противоречивые высказывания от отвращения, до восхищения.
В течение следующих десяти лет, Анри пишет блестящие картины. К 1900 году, он знаменит, но всё ещё ужасно одинок. Однажды он встречает Мириамм Хам, стоящую на мосту через Сену, и думая, что она собирается прыгнуть, он останавливается, чтобы поговорить с ней. Она отвергает его домыслы, бросает ключ в реку и уходит. Несколько дней спустя Анри сопровождал Джейн за платьем, где встречается с Мириамм, которая была подругой Джейн. Мириамм оказывается большой почитательницей картин Анри и они начинают встречаться. В конце концов, она рассказывает ему, что выброшеный в Сену ключ был от богатого женатого человека, который просил стать его возлюбленной. Хотя Анри продолжает осуждать возможности истинной любви, он все же влюбляется в Мириамм. Однажды они видят пьяную Ла Гулю на улице рассказывающую, что она когда-то была звездой, и Анри понимает, что раз Мулен Руж стал респектабельным, она больше не может быть там как дома.
Мириамм позднее сообщает Анри, что ей опять делали предложение. Уверенный, что она любит более красивых мужчин, он язвительно поздравляет её. Даже после того как она спросила, любит ли он её, Анри считает, что она лишь пытается щадить его чувства и уверяет её, что нет. Позже он получает письмо, подтверждающее, что она любит его, но не может больше ждать. Она уже покинула город, и он не смог её найти. Неделю спустя, продолжая пить, он постоянно перечитывал её письмо. Однажды ему помогает дойти до дома инспектор Пато, но в состоянии белой горячки он видит тараканов и пытаясь их отогнать падает с лестницы. Незадолго до смерти Анри привозят в его фамильное поместье.
После прочтения священником всех обрядов граф Анри слёзно сообщает, что будет первым художником, чьи картины будут показаны в Лувре при жизни, и умоляет о прощении. Анри поворачивает голову и видит, что призрачные персонажи его картин из Мулен Руж, включая Жанну Авриль, танцуют в комнате, прощаясь с ним.

## В ролях
- Хосе Феррер — Анри де Тулуз-Лотрек и его отец, граф Альфонс де Тулуз-Лотрек
- Жа Жа Габор — Жанна Авриль
- Катрин Кат — Ла Гулю
- Сюзанн Флон
- Татти Лемков
- Эрик Полманн
- Колетт Маршан — Мари Шарле
- Кристофер Ли — Жорж Сёра
- Майкл Бэлфур
- Питер Кашинг
- Теодор Бикель
- Мюриэль Смит
- Мэри Клэр — мадам Любе

## Съёмочная группа
- Оператор: Освальд Моррис
- Сценарист: Энтони Вейллер, Джон Хьюстон
- Продюсер: Джон Хьюстон
- Монтажер: Ральф Кемплен
- Композитор: Жорж Орик
- Художник: Пол Шерифф, Марсель Верте
- Костюмы: Марсель Верте и Эльза Скиапарелли (наряды для Жа Жа Габор)
- По произведению: Пьер Ла Мур

## Производство
Фильм снимался на студии «Шеппертон», съёмки проходили в городе Шеппертон (графство Суррей, Великобритания) а также в Лондоне и Париже.
Хосе Феррер сыграл в фильме две роли — Анри де Тулуз-Лотрека и отца художника, графа Альфонса де Тулуз-Лотрека. Его актёрская работа получила высокую оценку. Для перевоплощения в главного героя картины (художник имел физический дефект: в результате переломов, полученных в подростковом возрасте, его ноги перестали расти) использовались платформы и углубления, особый угол съёмки, специальные грим и костюмы. Феррер использовал набор наколенников, тогда как его голени привязывались к бедру, что позволяло ходить на коленях для более достоверной передачи походки.

## Награды и номинации

### Оскар (1953)
Фильм был номинирован в семи номинациях, в двух из них победил:
- Лучший фильм
- Лучшая мужская роль (Хосе Феррер)
- Лучшая женская роль второго плана (Колетт Маршан)
- Лучший режиссёр (Джон Хьюстон)
- Лучший монтаж
- Лучшая работа художника (цветные фильмы) — победил
- Лучшая работа костюмера (цветные фильмы) — победил

### BAFTA (1954)
Фильм был номинирован в трёх номинациях:
- Лучший фильм
- Лучший британский фильм
- Самый многообещающий новичок (Колетт Маршан)

### Золотой глобус (1953)
Фильм победил в номинации:
- Самый многообещающий новичок среди женщин (Колетт Маршан)

### Венецианский кинофестиваль (1953)
У фильма было две номинации, в одной из них он победил:
- Серебряный лев
- Золотой лев